# Giải BAFTA lần thứ 48
Giải BAFTA lần thứ 48 được trao bởi Viện Hàn lâm Nghệ thuật Điện ảnh và Truyền hình Anh Quốc năm 1995 để tôn vinh những bộ phim xuất sắc nhất năm 1994.
Bốn đám cưới và một đám ma của đạo diễn Mike Newell đoạt giải Phim hay nhất. Phim cũng đoạt giải Đạo diễn (Mike Newell), Nam diễn viên chính (Hugh Grant) và Nữ diễn viên phụ (Kristin Scott Thomas) xuất sắc nhất. Pulp Fiction đoạt giải cho Nam diễn viên phụ (Samuel L. Jackson) và Kịch bản gốc xuất sắc nhất. Susan Sarandon giành giải Nữ diễn viên chính xuất sắc nhất cho phim The Client.

## Chiến thắng và đề cử

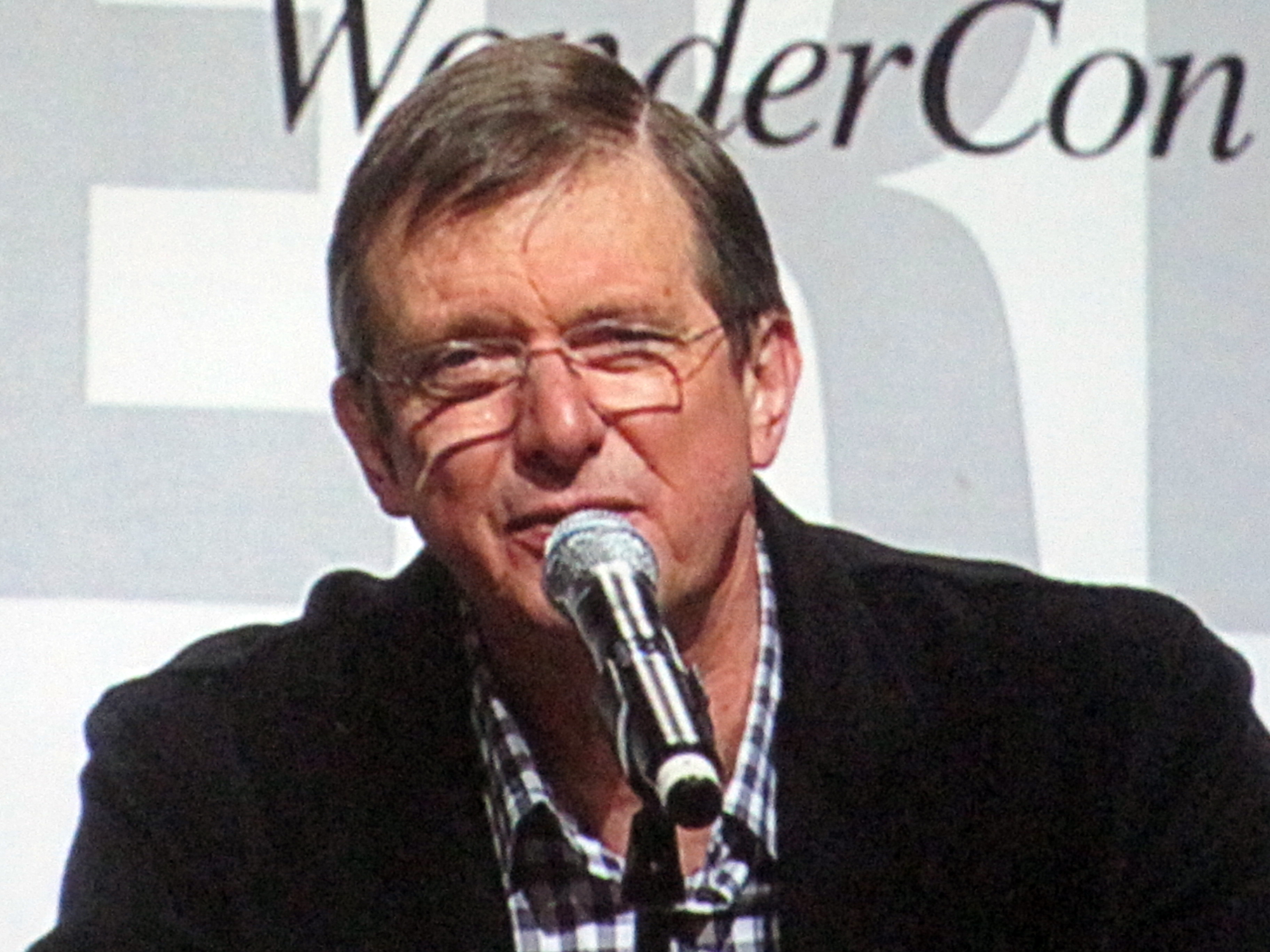
Mike Newell, Đạo diễn xuất sắc nhất

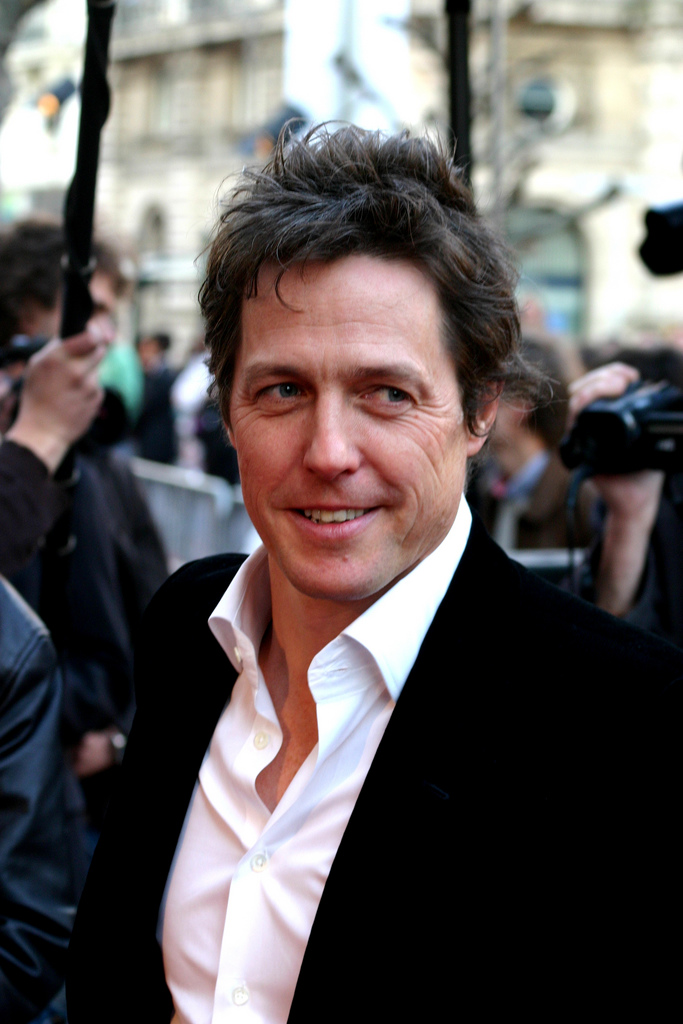
Hugh Grant, Nam diễn viên chính xuất sắc nhất

Susan Sarandon, Nữ diễn viên chính xuất sắc nhất

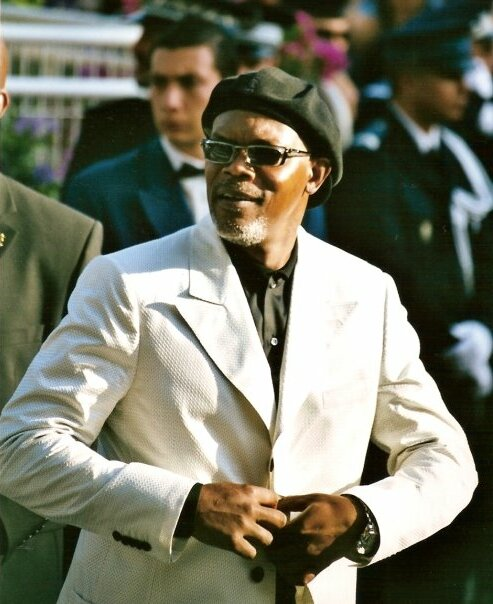
Samuel L. Jackson, Nam diễn viên phụ xuất sắc nhất

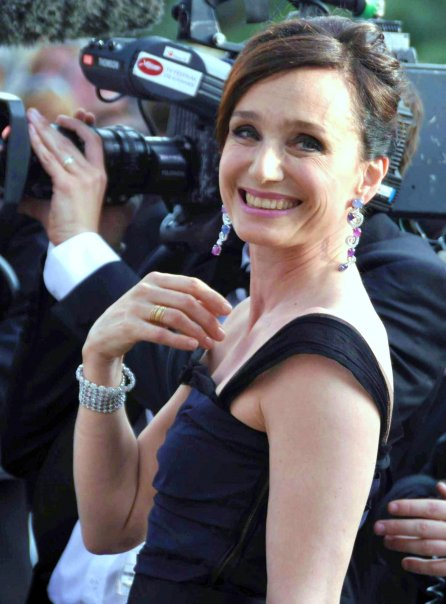
Kristin Scott Thomas, Nữ diễn viên phụ xuất sắc nhất

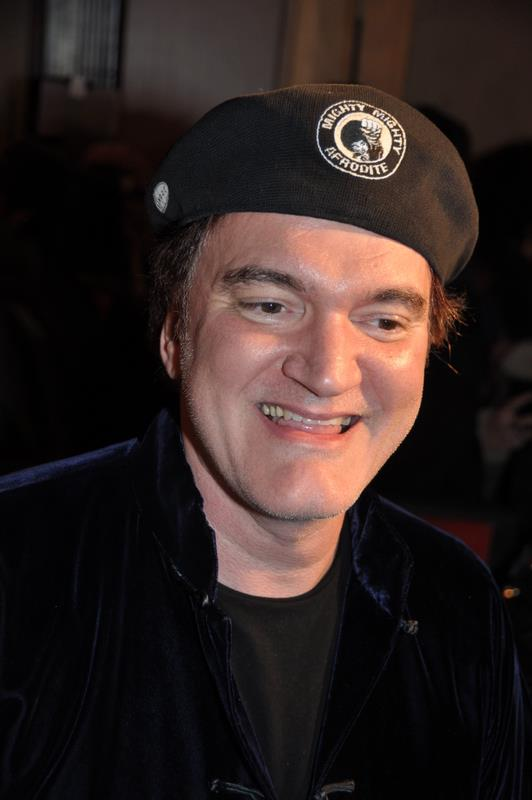
Quentin Tarantino, đồng đoạt giải Kịch bản gốc xuất sắc nhất

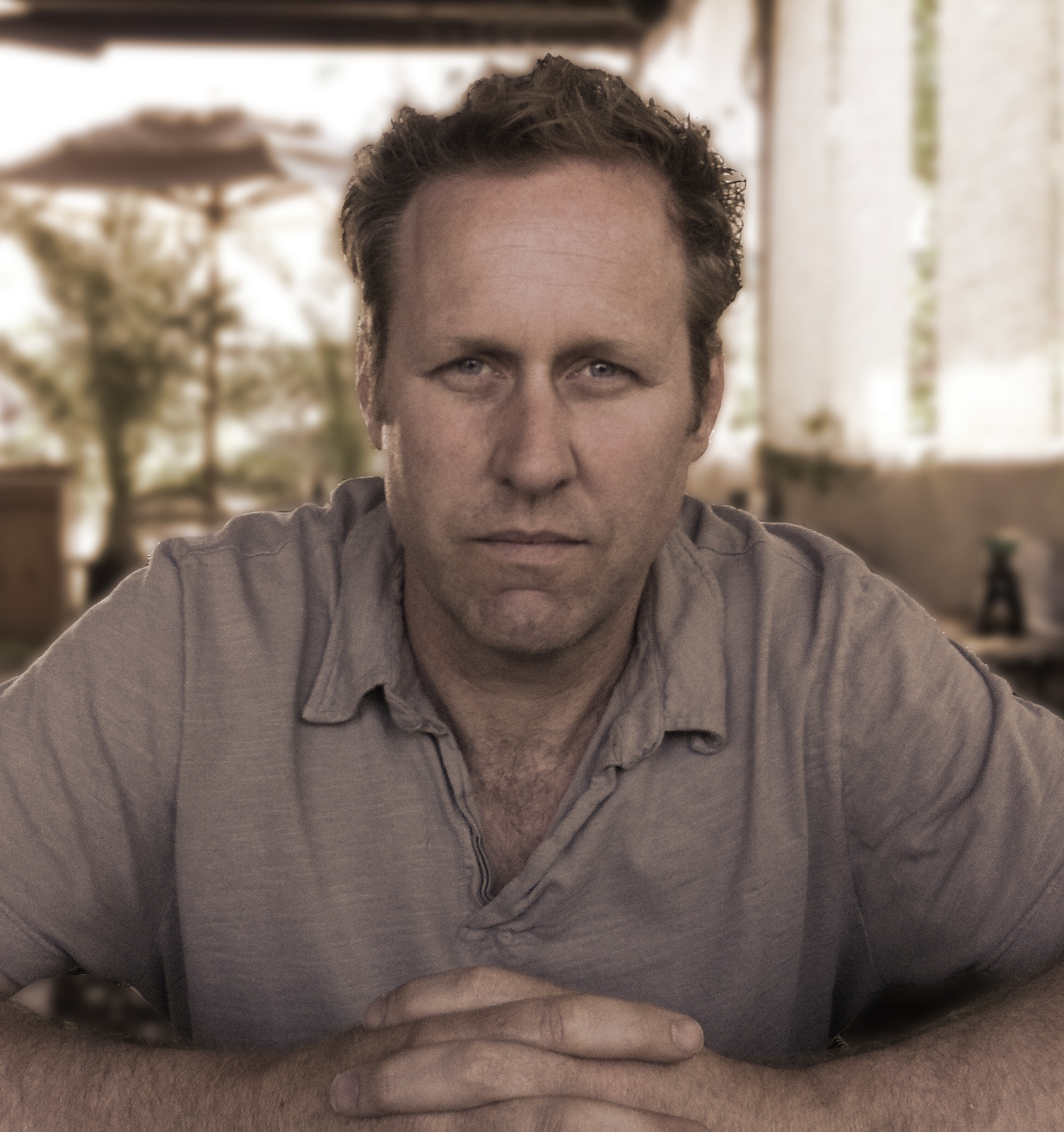
Roger Avary, đồng đoạt giải Kịch bản gốc xuất sắc nhất

| Phim hay nhất Bốn đám cưới và một đám ma – Duncan Kenworthy và Mike Newell - Forrest Gump – Wendy Finerman, Steve Tisch, Steve Starkey và Robert Zemeckis - Pulp Fiction – Lawrence Bender và Quentin Tarantino - Quiz Show – Michael Jacobs, Julian Krainin, Michael Nozik và Robert Redford                                                | Đạo diễn xuất sắc nhất Mike Newell – Bốn đám cưới và một đám ma - Krzysztof Kieślowski – Three Colours: Red - Quentin Tarantino – Pulp Fiction - Robert Zemeckis – Forrest Gump |
| Nam diễn viên chính xuất sắc nhất Hugh Grant – Bốn đám cưới và một đám ma vai Charles - John Travolta – Pulp Fiction vai Vincent Vega - Terence Stamp – The Adventures of Priscilla, Queen of the Desert vai Bernadette Bassenger - Tom Hanks – Forrest Gump vai Forrest Gump                                                                | Nữ diễn viên chính xuất sắc nhất Susan Sarandon – The Client vai Regina Love - Irène Jacob – Three Colours: Red vai Valentine Dussaut - Linda Fiorentino – The Last Seduction vai Bridget Gregory - Uma Thurman – Pulp Fiction vai Mia Wallace |
| Nam diễn viên phụ xuất sắc nhất Samuel L. Jackson – Pulp Fiction vai Jules Winnfield - John Hannah – Bốn đám cưới và một đám ma vai Matthew - Paul Scofield – Quiz Show vai Mark Van Doren - Simon Callow – Bốn đám cưới và một đám ma vai Gareth                                                                                            | Nữ diễn viên phụ xuất sắc nhất Kristin Scott Thomas – Bốn đám cưới và một đám ma vai Fiona - Anjelica Huston – Manhattan Murder Mystery vai Marcia Fox - Charlotte Coleman – Bốn đám cưới và một đám ma vai Scarlett - Sally Field – Forrest Gump vai Bà Gump |
| Kịch bản gốc xuất sắc nhất Pulp Fiction – Quentin Tarantino và Roger Avary - The Adventures of Priscilla, Queen of the Desert – Stephan Elliott - Bốn đám cưới và một đám ma – Richard Curtis - Philadelphia – Ron Nyswaner - Three Colours: Red – Krzysztof Kieślowski và Krzysztof Piesiewicz                                              | Kịch bản chuyển thể xuất sắc nhất Quiz Show – Paul Attanasio - The Browning Version – Ronald Harwood - Forrest Gump – Eric Roth - The Joy Luck Club – Amy Tan và Ronald Bass |
| Quay phim xuất sắc nhất Interview with the Vampire – Philippe Rousselot - The Adventures of Priscilla, Queen of the Desert – Brian J. Breheny - Forrest Gump – Don Burgess - Pulp Fiction – Andrzej Sekuła | Thiết kế phục trang xuất sắc nhất The Adventures of Priscilla, Queen of the Desert – Lizzy Gardiner và Tim Chappel - Bốn đám cưới và một đám ma – Lindy Hemming - Interview with the Vampire – Sandy Powell - Little Women – Colleen Atwood |
| Dựng phim xuất sắc nhất Speed – John Wright - Forrest Gump – Arthur Schmidt - Bốn đám cưới và một đám ma – Jon Gregory - Pulp Fiction – Sally Menke | Hóa trang và làm tóc xuất sắc nhất The Adventures of Priscilla, Queen of the Desert – Cassie Hanlon, Angela Conte và Strykermeyer - Interview with the Vampire – Stan Winston, Michèle Burke và Jan Archibald - The Mask – Greg Cannom và Sheryl Leigh Ptak - Mrs. Doubtfire – Greg Cannom, Ve Neill và Yolanda Toussieng                                                                |
| Nhạc phim hay nhất Backbeat – Don Was - The Adventures of Priscilla, Queen of the Desert – Guy Gross - Bốn đám cưới và một đám ma – Richard Rodney Bennett - Vua sư tử – Hans Zimmer | Thiết kế sản xuất xuất sắc nhất Interview with the Vampire – Dante Ferretti - The Adventures of Priscilla, Queen of the Desert – Owen Paterson và Colin Gibson - Mary Shelley's Frankenstein – Tim Harvey - The Mask – Craig Stearns |
| Thiết kế sản xuất xuất sắc nhất Speed – Stephen Hunter Flick, Gregg Landaker, Steve Maslow, Bob Beemer và David MacMillan - Backbeat – Glenn Freemantle, Chris Munro và Robin O'Donoghue - Vua sư tử – Terry Porter, Mel Metcalfe, David J. Hudson và Doc Kane - Pulp Fiction – Stephen Hunter Flick, Ken King, Rick Ash và Dean A. Zupancic | Hiệu ứng hình ảnh đặc biệt xuất sắc nhất Forrest Gump – Ken Ralston, George Murphy, Stephen Rosenbaum, Allen Hall và Doug Chiang - The Mask – Scott Squires, Steve Williams, Tom Bertino và Jon Farhat - Speed – Boyd Shermis, John Frazier, Ron Brinkmann và Richard Hollander - Lời nói dối chân thật – John Bruno, Thomas L. Fisher, Jacques Stroweis, Patrick McClung và Jamie Dixon |
| Phim Anh hay nhất Shallow Grave – Andrew Macdonald và Danny Boyle - Backbeat – Finola Dwyer, Stephen Woolley và Iain Softley - Bhaji on the Beach – Nadine Marsh-Edwards và Gurinder Chadha - Priest – George S. J. Faber, Josephine Ward và Antonia Bird                                                                                    | Phim không nói tiếng Anh hay nhất Phải sống – Chiu Fu-sheng và Trương Nghệ Mưu - Belle Époque – Fernando Trueba - Ẩm thực nam nữ – Hsu Li-kong và Lý An - Three Colours: Red – Marin Karmitz và Krzysztof Kieślowski |
| Phim hoạt hình ngắn hay nhất The Big Story – Tim Watts và David Stoten - The Monk and the Fish – Patrick Eveno, Jacques-Remy Girard và Michaël Dudok de Wit - Pib and Pog – Carla Shelley và Peter Peake - Stressed – Karen Kelly | Phim ngắn hay nhất Zinky Boys Go Underground – Tatiana Kennedy và Paul Tickell - Lost Mojave – Vladimir Perlovich và Jonathan Cardish - Marooned – Andrea Calderwood và Jonas Grimås - That Sunday – Damiano Vukotic và Dan Zeff |

## Thống kê
| Số lượng | Phim                                             |
| -------- | ------------------------------------------------ |
| 11       | Bốn đám cưới và một đám ma                       |
| 9        | Pulp Fiction                                     |
| 8        | Forrest Gump                                     |
| 7        | The Adventures of Priscilla, Queen of the Desert |
| 4        | Interview with the Vampire                       |
| 4        | Three Colours: Red                               |
| 3        | Backbeat                                         |
| 3        | The Mask                                         |
| 3        | Quiz Show                                        |
| 3        | Speed                                            |
| 2        | Vua sư tử                                        |

| Số lượng | Phim                                             |
| -------- | ------------------------------------------------ |
| 4        | Bốn đám cưới và một đám ma                       |
| 2        | The Adventures of Priscilla, Queen of the Desert |
| 2        | Interview with the Vampire                       |
| 2        | Pulp Fiction                                     |
| 2        | Speed                                            |